# Schwäbische Grasschnecke
Die  Schwäbische Grasschnecke (Vallonia suevica) ist eine auf dem Land lebende Schneckenart aus der Familie der Grasschnecken (Valloniidae); die Familie gehört zur Unterordnung der Landlungenschnecken (Stylommatophora).

## Merkmale
Das scheibenförmige Gehäuse der Schwäbischen Grasschnecke hat eine Höhe von 1,2 bis 1,5 mm und eine Breite von 2,1 bis 2,7 mm. Es hat 2 7/8 bis 3 3/8 Windungen, von denen 1 1/8 auf das Embryonalgehäuse entfallen. Die Windungen nehmen rasch und regelmäßig zu und sind an der Peripherie gut gerundet. Sie umgreifen sich im Querschnitt gesehen aber nur wenig. Der letzte Umgang senkt sich im letzten Viertel oder Achtel zur Mündung hin ab, oft sogar noch unter die Peripherie des vorigen Umganges. Die Nähte zwischen den Windungen sind vergleichsweise tief. Der Nabel ist weit offen und nimmt etwa 3/10 des Gehäusedurchmessers ein. Die Mündungsebene steht sehr schief zur Windungsachse. Die Mündung ist rundlich, die Ansatzstellen an den vorigen Umgang sind sich stark genähert. Sie sind durch einen dünnen, zum Mündungsinneren gebuchteten, transparenten Kallus verbunden. Der Mundsaum ist allmählich nach außen gebogen. Der Mundsaum selber ist dünn und zerbrechlich. Innen ist er durch eine dicke und breite, schwellenartige Lippe verstärkt, die vom eigentlichen Rand durch eine breite ringförmige Rinne abgesetzt ist. Sie ragt aber nicht über die Mündungsebene vor.
Das Embryonalgehäuse zeigt nur sehr undeutliche und sehr feine Spiralstreifen. Der Teleoconch besitzt meist nur feine und regelmäßige Anwachsstreifen. Nur gelegentlich sind sie gröber und unregelmäßiger. Kurz vor der Mündung können auch zwei oder drei Rippchen auftreten. Die Rippenzwischenräume sind dicht gestreift. Die Schale ist durchscheinend, matt glänzend und leicht gelblich oder bräunlich getönt.

### Ähnliche Arten
Die Schwäbische Grasschnecke ähnelt der Gerippten Grasschnecke (Vallonia costata) in Größe, Gehäuseform und Mündungsform, Letztere ist berippt.

## Geographische Verbreitung und Lebensraum
Das ursprüngliche Verbreitungsgebiet hatte seinen Schwerpunkt in Flusstälern in Süddeutschland (Neckar, Ammer, Kocher, Tauber und Nagold) sowie im oberen Donautal und den Tälern der Schwäbischen Alb. Es gibt aber auch isolierte Vorkommen im bayerischen Alpenvorland, im Rheinland-Pfalz (Mosel- und Sauergebiet), Nordrhein-Westfalen und in Niederösterreich. Überraschenderweise wurde sie auch bei Arco im Sarca-Tal nördlich des Gardasees gefunden. Möglicherweise ist sie in Österreich aber schon ausgestorben.
Sie lebt im Verbreitungsgebiet auf mäßig trockenen und feuchten Wiesen in den Flussebenen, in Süddeutschland meist Salbei-Glatthafer-Wiesen (Arrhenateretum salvietosum), mit Echtem Wundklee (Anthyllis vulneraria), Aufrechter Trespe (Bromus erectus), Wiesensalbei (Salvia pratensis), Kleinem Wiesenknopf (Sanguisorba minor) und Skabiosen-Flockenblume (Centaurea scabiosa), die extensiv bewirtschaftet werden. Sie wurde daher häufig in Flussgenisten gefunden.

## Taxonomie
Das Taxon wurde von David Geyer 1908 aufgestellt. Es wurde seither immer als gültige Art anerkannt. Die zweite „schwäbische“ Art der Gattung Vallonia, die Alamannische Grasschnecke (Vallonia alamannica) wird teils als Synonym von Vallonia suevica gewertet, teils aber auch (wieder) als eigenständige Art anerkannt. Besonders Wolfgang Rähle (1939–2019) betont die (wahrscheinliche) Eigenständigkeit dieses Taxons.

## Gefährdung
Die Schwäbische Grasschnecke ist in Deutschland vom Aussterben bedroht. In Baden-Württemberg wird sie derzeit noch als „nur“ gefährdet eingestuft, in Bayern ist sie dagegen vom Aussterben bedroht. In Österreich ist sie wahrscheinlich schon ausgestorben. Auch die IUCN stuft die Art als gefährdet ein.
Die Hauptursachen für die rapide Abnahme der Populationen sind die Maßnahmen zur Flussregulierung, zum Hochwasserschutz und die Umwandlung der wenig-schürigen, nicht gedüngten Salbei-Glatthafer-Wiesen in intensiv genutztes Ackerland oder in stark gedüngte und oft gemähte Intensiv-Wirtschaftswiesen.

## Belege

### Online
- AnimalBase: Vallonia suevica Geyer, 1908